# جهواره أدب
جهواره ادب (الأردية: گہوارہ ادب) هي منظمة أدبية معروفة عالميا والتي لديها الوصول في جميع أنحاء العالم وخلق تاريخ في العالم الأدبي الأردي. تم تشكيله لدعم وترويج اللغة الأردية في العالم. وهي تعمل حاليًا في الباكستان والولايات المتحدة الأمريكية وكندا.
تأسست جهواره ادب في كراتشي في عام 1989 من قبل مجموعة من الطلاب من جامعة كراتشي، بهدف تسليط الضوء على ميزة وأهمية الأردية.
وقد نفذت باستمرار عدة برامج تشمل مسابقة حوار الأردو، مسابقة اللغة الأردية، مسابقة كتابة الأردو (تلاوة الشعر).
فريق جهواره ادب ملتزمون بالترويج للأدب الأردي والشعر لتعزيز الثقافة الأردية.

## المنشورات
ينشر جهواره ادب بشكل متكرر العديد من المجلات والكتب والكتيبات في مناسبات مختلفة. كما تنشر بعض المجلات بالتعاون مع مجتمعات الطلاب المختلفين.

### فيكرينو
فيكرينو هي مجلة أردية شهرية تصدر من جامعة كراتشي. تم نشر هذه المجلة بالتعاون مع جمعية الطلاب في كيورين.
ويضم مقالات من طلاب جامعة كراتشي ويثير قضاياهم. كما أنه يلعب دوراً هاماً في رفع قضايا الطلاب إلى سلطات الحرم الجامعي.

### جريدة نقيب الاسبوعية
وهي الصحيفة الوحيدة التي تنشرها جهواره ادب في كل أسبوع. وهو يعرض الأخبار التعليمية من مختلف المعاهد التعليمية في كراتشي. القسم الأكثر شعبية في الصحيفة هو قسم الشعر الاردي وقسم الرواية الارديه.
كما تنشر جهواره ادب العديد من المواد الأخرى.

## مشيرة (تلاوة الشعر)
تشتهر جهواره ادب بتنظيم المشيرات الارديه (تلاوة الشعر). وقد نظمت في البداية باكو هند دوستي مشيره في كراتشي لتعزيز السلام بين الباكستان والهند. في هذا الحدث، جاء ما يقرب من 14 شاعرًا من الهند بناءً على دعوة من فريق جهواره ادب. الآن يتم تنظيم باكو هند دوستي مشيرة بشكل متكرر في الولايات المتحدة وكندا.

### مشيرة باكو هند دوستي
يوم السبت، 16 أبريل 2005، نظمت باكو هند دوستي مشيرة في لال قيلا في عزيز أباد لعديد من الشعراء المعروفين من كلا جانبين الباكستان والهند يشمل ماجد خليل، محسن بهوبالي، افتخار عارف، مانزار بوبالي، أثار شاه خان، جولنار أفرين، خواجة رفيق أنجوم، خوشبير سينغ شاد، بيرزادا قاسم، بيرفيز روشان، أنور باري، يعرض كل من عقيل باريلفي، ممتاز نسيم، وسليم كاوسار، أفضال مانغلوري، محسن تشانغزي، أحمد نافيد، سومان دوبي، عادل لخنافي، وغيرهم الكثير من شعرائهم في هذا المشير.

## جهواره أدب في الولايات المتحدة الأمريكية
يتحول العديد من الأعضاء السابقين في جهواره ادب إلى الولايات المتحدة الأمريكية. ووجدوا أن أنشطة جهواره ادب تحظى بشعبية كبيرة في المجتمعات الهندية والباكستانية في الولايات المتحدة الأمريكية وهذا يشجع فريق جهواره ادب لتشكيل فصل من جهواره ادب خارج الباكستان ثم في عام 2003 أنشأت جهواره ادب فرعها في الولايات المتحدة تحت اسم «جهواره ادب (الولايات المتحدة الأمريكية)». كما تنظم «جهواره ادب (الولايات المتحدة الأمريكية)» العديد من الفعاليات الدولية والمحلية.
والرئيس الحالي لجهواره ادب هو البروفيسور مسرور قريشي. كان قريشي أستاذاً في جامعة العلوم الأردية الاتحادية في كراتشي.

### باكو هند مشيرة يوم أزادي
في 20 أغسطس 2008، رتبت «جهواره ادب (الولايات المتحدة الأمريكية)» تلاوة شعرية في شيكاغو، الولايات المتحدة الأمريكية. هذا الحدث يدعى مشيرة باكو هند يوم الازدي. يتم الاستمتاع بها والترحيب بها من قبل المجتمعات الباكستانية والهندية.
السيد نياز غولبرغفي كان (رئيسا) لهذا المشير وضيفه الخاص هو السيد جازي قريشي. حيث كان كثير من الشعراء المعروفين يقدمون شعرهم.
والشعراء المشاركون الرئيسيون هم السيد جازيب قريشي، السيد نياز غولبرغفي، السيد سيد قيصر علي، السيد سروات زهرة، السيد حميد عمرو، السيد محبوب علي خان، السيد رشيد شيخ، السيد خورشيد خيزار، السيدة سيما. السيد واجد نديم، السيد محمد سالم، السيد السيدة نسيمة كلثوم، السيد رحيل خان، السيد هاشم سهيل، السيد عبيد الله غازي، الدكتور عبد الواحد فخري.

## جهواره ادب (كندا)
إن تأسيس «جهواره ادب (كندا)» يشبه أيضاً جهواره ادب (الولايات المتحدة الأمريكية). انتقل الأعضاء السابقون في جهواره ادب إلى كندا، ثم في عام 2008، قامت جهواره ادب بإنشاء فرعها في كندا تحت اسم “جهواره ادب (كندا)”. قامت جهواره ادب (كندا) بتنظيم العديد من الأحداث.

### مشيرة الأردو
تم تنظيم جهواره ادب (كندا) من قبل المشيرة الأردية في 5 مايو 2012 في قاعة مدرسة بورت كارت في أونتاريو، كندا.
في الحدث عرض العديد من الشعراء المشهورين من كندا والباكستان والهند وبقية العالم شعرهم في هذا الحدث. بعض الأسماء البارزة هي إقبال العشار، منظر باهوبالي الأستاذ وسيم بريلوية الدكتور والي علم شاهين، الدكتور تقي عبيدي، أشفق حسين، زكية غزال، يسلم إلهي الزلفي والعديد من الشعراء المحليين.
كان هذا أكبر حدث في تاريخ الشعر الأردي في تورنتو، وقد قام أعضاء فريق جهواره ادب (كندا) بعمل رائع لإنجاحه.